# Acanthobrama hadiyahensis
Acanthobrama hadiyahensis es una especie de pez de la familia de los Cyprinidae en el orden de los Cypriniformes.

## Reproducción
Es ovíparo.

## Distribución geográfica
Se encuentra en Arabia Saudita.

## Observaciones
Es inofensivo para los humanos.